# شمس‌الدین مقدسی
محمد بن احمد شمس‌الدین المقدسی جغرافی‌دان زاده اورشلیم در سده چهارم هجری بود.
او برای نوشتن کتابش از ساحل هند تا اندلس در اسپانیا مسافرت کرد و بیشتر نوشته‌هایش بر پایه مشاهدات خود او است. وی عمیقاً در همه فعالیت‌های اقتصادی، دینی و بازرگانی مردمان هر ناحیه تحقیق می‌کرد و در ابتدای کتاب خود نیز توضیح داده است که کتابش تنها به شرح کوه‌ها و بیابان‌ها و رودها و دریاهای ممالک اسلامی نپرداخته است.
محمد بن احمد شمس‌الدین المقدسی در اورشلیم، که در آن زمان تحت حاکمیت خلافت عباسی بود، زاده شد.
او پس از پایان مسافرت‌هایش و در چهل سالگی کتاب احسن التقاسیم فی معرفه الاقالیم را نوشت که در نوع خود کامل‌ترین و جامع‌ترین کتاب می‌باشد. مقدسی در اول کتاب خود با دیدی انتقادی از علم جغرافیا در نزد اعراب تا روزگار خودش صحبت کرده است و از سختی‌هایی که در راه نوشتن این کتاب کشیده سخن گفته است.
المقدسی برای جمع‌آوری اطلاعات در هر ناحیه‌ای به متن جامعهٔ آنجا نفوذ می‌کرد، به این ترتیب که با قاضیان نشست و برخاست می‌کرده و در هر شهری به بازرگانی می‌پرداخته و با انواع آدم‌ها در آنجا هم‌نشینی می‌نموده است. در مجالس داستان سرایان منطقه حضور می‌یافت و حتی به استخدام والیان و ملاکان آنجا نیز درمی‌آمد. همچنین فاصله هر شهر با شهر دیگر را به‌دست می‌آورد و در قوم و نژاد و زبان و مذهب مردم هر منطقه تحقیق می‌نمود. وی در همه فعالیت‌های اقتصادی، دینی و بازرگانی مردمان هر ناحیه تحقیق می‌کرد و در ابتدای کتاب خود نیز توضیح داده است که کتابش تنها به شرح کوه‌ها و بیابان‌ها و رودها و دریاهای ممالک اسلامی نپرداخته است.
وی همچنین در مورد تفاوت‌های دینی و نژادی و جمعیتی و شکل ظاهری مردم هر منطقه پرداخته و مراکز مهم تجاری، راه‌های ارتباطی، زیست‌بوم منطقه‌ای و حتی در مورد نقاط ضعف و قوت مردم هر ناحیه و مراکز مقدس و نواحی خطرناک هر منطقه نیز توضیح داده است.
روش وی در گردآوری این اطلاعات مبتنی بر مشاهده مستقیم یا پرسش از معتمدین آن نواحی یا مراجعه به کتابخانه‌ها بوده است.